# Holub pokřovní
Holub pokřovní (Phaps elegans) je druh měkkozobého ptáka žijící v Austrálii. Jedná se o tamního endemita.
Patří mezi málo dotčené taxony.
Dosahuje délky 25 až 33 cm. Samec je větší a váží 170–260 g. Hmotnost samice se pohybuje v rozpětí 140–235 g. Pohlavní dimorfismus se projevuje výraznějším zbarvením samce, pro nějž je typické čelo kaštanově hnědé barvy. Tento druh rovněž vyniká kovově lesklým peřím na křídlech.
Vyskytuje se v hustě zarostlých porostech v listnatých i smíšených lesích, na vřesovištích, v křovinaté krajině. Většinu času tráví na zemi, stromy a keře využívá v době spánku či při hnízdění. Hnízda si sice staví nejčastěji ve křoví, ale může i na stromě nebo na zemi. Samice zpravidla snáší dvě vejce, na nichž následně sedí po dobu 17 dní střídavě oba rodiče.
Živí se částmi rostlin (např. semena) i bezobratlými.
Jde o velmi plachý druh. Obvykle je pozorován sám nebo v párech. Hejna netvoří.
Je ohrožen úbytkem hustě zarostlého prostředí potřebného pro jeho život, predací koček či lišek a také klimatickou změnou.

## Poddruhy
Jsou rozlišovány dva poddruhy, které mají oddělenou oblast výskytu:
- Phaps elegans elegans (Temminck, 1809) – výskyt: jihozápad Austrálie
- Phaps elegans occidentalis (Schodde, 1989) – výskyt: jih a jihovýchod Austrálie, Tasmánie

## Chov v zoo
Jedná se o velmi vzácně chovaný druh. V květnu 2020 byl chován jen v šesti evropských zoo, z toho dvou českých: Zoo Plzeň a Zoo Praha. Česko je tak jedinou evropskou zemí, kde je holub pokřovní chován ve více zoologických zahradách.

### Chov v Zoo Praha
Tento druh byl v Zoo Praha chován již historicky. Aktuální chov započal v roce 2017. Na konci roku 2018 byli chováni dva jedinci, což platilo i o rok později. V lednu 2020 byla dovezena samice od soukromého chovatele.
Od roku 2020 je chován a vystavován v expozičním celku Darwinův kráter v dolní části zoo.